# 濱村美鹿子
濱村美鹿子（はまむら みかこ、1973年9月18日 - ）は、東京都出身の元競艇選手。登録番号3733。身長162cm。血液型O型。75期。東京支部所属。ニックネームは「バンビ」。

## 来歴・人物
小学生からバレーボールを続け、高校時代はバレーボールの強豪校に所属。高校卒業後、短大に入学し半年ほど通うも合わないと感じ、父の勧めで競艇選手としての道に興味を持ち受験し合格。本栖研修所を経て1994年11月にデビュー。デビュー2年半で初優出し、デビュー5年4ヶ月後の地元多摩川にて初優勝。女子戦においては優出メンバーの常連であった。通算成績は、出走3479回、862勝、優出124回（うちG1 2回）、優勝16回、勝率6.40である。女子王座決定戦競走は13回出場した。

## 経歴
- 1994年11月20日 平和島競艇場・一般戦にてデビュー。
- 1995年3月 平和島競艇場にてデビュー初勝利（デビュー55走目）。
- 1997年6月 津競艇場・一般戦にてデビュー初優出（4着）。
- 2000年2月 丸亀競艇場にて、JAL女子王座決定戦競走G1初出場。
- 同年3月15日 多摩川競艇場・一般戦にて初優勝。
- 2001年3月4日 多摩川競艇場・JAL女子王座決定戦競走にてG1初優出。
- 同年5月 浜名湖競艇場・笹川賞にてSG初出場。
- 2004年5月 尼崎競艇場・笹川賞にてSG初勝利。
- 2009年10月 尼崎競艇場にて全日本選手権競走に初出場[1]。
- 2010年1月 平成21年優秀選手の優秀女子選手に選ばれる[2]。
- 同年3月17日 現役引退を表明、登録消除の申請を行った[3]。

## エピソード
- ニックネームの「バンビ」は自身の名前が由来。彼女のモンキーターンは、モンキーの部分をもじって「バンビターン」とも言われる。
- 高校時代にバレーボール部の厳しい練習に耐えてきたので、本栖の訓練は平気だったらしい。ただ、同期の仲間がどんどん辞めていくのが精神的に辛かったとの事。
- 自身曰く「課題とかできることを明確にしてコツコツやるタイプ」で「それ自体を努力だとは思わない」。「自分でやると決めたらやる。それだけのこと。」と言い切っている。
- 2006年の女子王座決定戦（浜名湖）の選手紹介ではニット帽被って登場。簡単に挨拶して帽子を取ると、額にはテープで「チ」の文字が大きく貼られてあり、濱村は恥ずかしそうに「チッチキチー！」と言って後にした。